# Antoine Laprise
Antoine Laprise est un acteur, marionnettiste, metteur en scène et réalisateur québécois.

## Biographie
Diplômé du Conservatoire d'art dramatique de Québec en 1990, Antoine Laprise cofonde en 1995, avec Lorraine Côté, Le Théâtre du Sous-marin jaune, également connu sous le nom de son directeur artistique et philosophique, le Loup bleu (une marionnette). Il participe à la Course Destination Monde en 1996.

## Théâtrographie

### Mises en scène
- 1995 : Candide, d'après Voltaire
- 1999 : Le Mahâbhârata, Festival de théâtre des Amériques[1]
- 2000 : La Bible[2]
- 2003 : La nature même du continent, de Jean-François Caron, Théâtre d'Aujourd'hui
- 2005 : Discours de la méthode, d'après Descartes[3]
- 2012 : Kanata, une histoire renversée, texte de Jean-Frédéric Messier, mise en scène avec Jacques Laroche[4]
- 2014 : Guerre et Paix, d'après Léon Tolstoï, texte de Louis-Dominique Lavigne, coproduction avec Le Théâtre de Quartier[5]
- 2014 : Ma Noranda, d'après Alexandre Castonguay

### Interprétations
- 1995 : Candide, d'après Voltaire
- 2000 : La Bible[2],
- 2004 : La Bonne Âme du Se-Tchouan, de Bertolt Brecht
- 2005 : Discours de la méthode, d'après Descartes[3]
- 2006 : Les Cercueils de zinc, de Svetlana Alexievitch, Théâtre Périscope[6]
- 2008 : Les Essais, d'après Michel de Montaigne, texte de Michel Tanner, mise en scène de Jacques Laroche[7]
- 2012 : Kanata, une histoire renversée, texte de Jean-Frédéric Messier, mise en scène Antoine Laprise et Jacques Laroche[4]
- 2014 : Et les moustiques sont des fruits à pépin, de Fiston Mwanza Mujila, Théâtre d'Aujourd'hui
- 2014 : Guerre et Paix, d'après Léon Tolstoï, texte de Louis-Dominique Lavigne,mise en scène Antoine Laprise, coproduction avec Le Théâtre de Quartier[5]

## Filmographie

### Réalisateur
- 2000 : Bons Baisers d'Amérique
- 2008 : Le dernier mot[8]
- 2011 : La Bête volumineuse, documentaire sur Fred Fortin[9]